# Samuel Bergner
Samuel Bergner, född 1683, död 28 april 1747 i Linköping, var en svensk handelsman och rådman i Linköping.

## Biografi
Bergner blev 27 mars 1723 rådman i Linköping. Han avled 28 april 1747 i Linköping.

### Familj
Bergner gifte sig 8 augusti 1709 i Älvestad med änkan Christina Petersdotter Schonberg. De fick tillsammans barnen Peter, Hedvig, Anders och Samuel.